# Ssamjang
Le ssamjang (coréen : 쌈장 ; avec hanja : 쌈醬) est un condiment de la cuisine coréenne. C'est une épaisse pâte de soja épicée faite à partir de doenjang, de gochujang, d'huile de sésame, d'oignon, d'ail, d'oignons verts et parfois de sucre roux. Elle est habituellement servie avec de la viande grillée qu'on enroule dans une feuille de salade (ssam). En coréen, ssam signifie « enrouler » et jang désigne une pâte ou une sauce à base de soja.